# Danny Sjöberg
Danny Sjöberg (tidigare Augustsson), född 15 juli 1958 i Göteborg, är en tidigare svensk handbollsspelare.  

## Karriär
Sjöberg spelade för Västra Frölunda IF under hela sin elitkarriär. Han var god försvarsspelare men ingen målspruta. Han placerade sig sällan i skytteligan undantaget 1979-1980 då han var på 20:e plats med 76 mål.

### Landslagskarriär
Sjöberg gjorde sin debut 1978 och under åren 1978 till 1984, spelade han 104 landskamper för Sverige. Hans landslagsdebut var den 8 september mot Schweiz och matchen slutade i en svensk förlust med 27-22, där Sjöberg gjorde sitt första landskampsmål. Han spelade bara en mästerskapsturnering 1984 i Los Angeles, där Sveriges herrlandslag i handboll kom  på femte plats i OS-handbollsturneringen. Sjöberg spelade fem av matcherna och gjorde totalt tio mål. I laget spelade bland annat Björn Jilsén, som vann skytteligan i OS. Han gjorde sin sista landskamp den 9 december 1984 mot Island och som Sverige vann med 25-20.

## Tränarkarriär
Efter karriären flyttade Sjöberg till Kungsbacka och var på 1990-talet tränare för Aranäs Juniorer, som tog hem Junior SM-guld 1994.